# Isoetes howellii
Isoetes howellii är en kärlväxtart som beskrevs av Georg George Engelmann. Isoetes howellii ingår i släktet braxengräs, och familjen Isoetaceae. Inga underarter finns listade i Catalogue of Life.